# 派恩普萊恩斯 (紐約州普查規定居民點)
派恩普萊恩斯（英語：Pine Plains）是位於美國紐約州達奇斯縣的普查規定居民點。

## 人口
根據2020年美國人口普查的數據，派恩普萊恩斯的面積為5.96平方千米，當中陸地面積為5.39平方千米，而水域面積為0.57平方千米。當地共有人口1142人，而人口密度為每平方千米191.61人。